# جیمز لوگرو
جیمز لوگرو (به انگلیسی: James LeGros) (زاده ۲۷ آوریل ۱۹۶۲) بازیگر آمریکایی است.
از فیلم‌های معروف او می‌توان به بازی در فیلم‌های دشمن کشور، نقطه فروپاشی، تاریکی نزدیک اشاره کرد.

## فیلم‌شناسی
فهرست برخی از فیلم‌هایی که جیمز لوگرو در آنها به ایفای نقش پرداخته‌است:
- دشمن کشور
- نقطه فروپاشی
- تاریکی نزدیک
- نقطه برتری
- پسرها
- پنجشنبه
- دوست‌داشتنی و شگفت‌انگیز
- ولگرد دراگ‌استورها
- زیبایی مرگبار
- نقطه شکست
- تاریکی نزدیک
- تصویر ذهنی ۲
- برخی زن‌ها
- زندگی کوتاه
- آرزواندیشی
- دختران بد
- دیوانه تفنگ
- حرکات شبانه
- به مرد اعتماد کن
- جهانگرد
- افسانه اثر انگشت‌ها
- تقلا
- تفنگ جدید من
- زندگی جنسی
- راهنمای پرنده برای همه‌چیز
- بچه را بگیر
- خون و بتن
- انجامش نده
- کت چرمی
- سرنوشت مارتی فاین